# Yogini

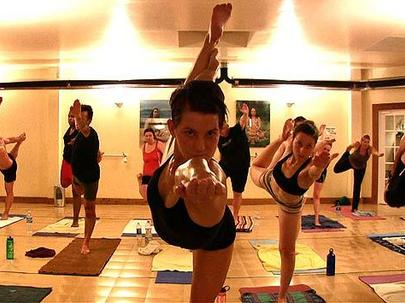
Yogini (eller yogi) kan beteckna en undervisande kvinnlig utövare av yoga.

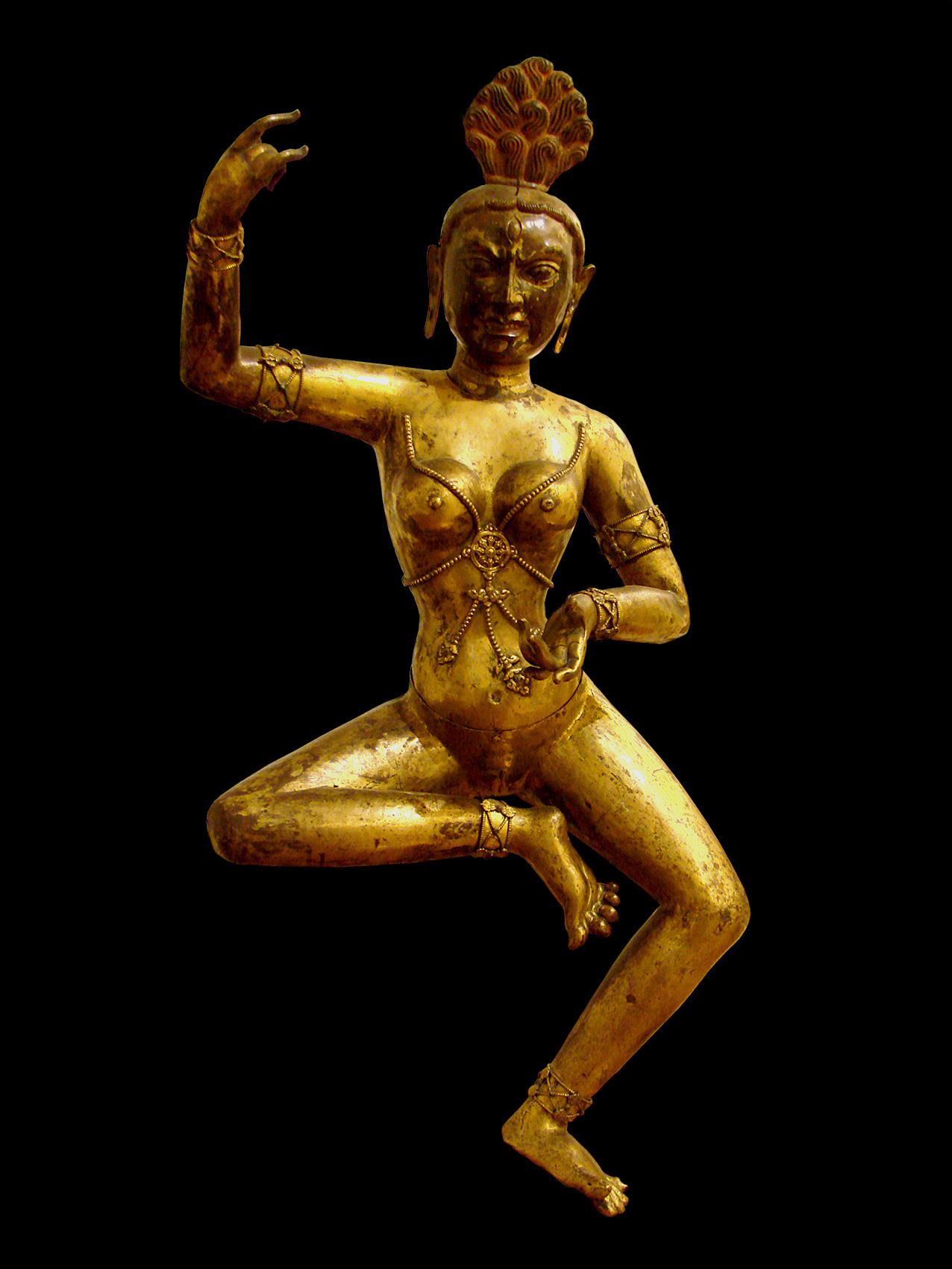
Dakini (varjayogini), en andlig kraft eller i mänsklig form en yogini (skulptur från 1700-talet, Tibet).

Yogini är en feminin form av det ord som i maskulinum skrivs yogi, men ordet yogini används traditionellt i en betydligt bredare mening. Innebörden kan vara: 
- En kvinnlig form av det som omfattas av ordet yogi, en utövare av, eller mästare inom yoga.
- En kvinnlig andlig lärare (inom både hinduism eller buddhism).
- En kvinna i indisk eller tibetansk tradition som går in i en gudomlig roll.
- En nödvändig del av moksha, en helig inkarnerad feminin kraft: både genom mytiska gestalter (Lakshmi, Parvati, Durga, Kali) och som levande mänsklig upplyst och insiktsfull kvinna.[1]
- Namnet på en grupp kvinnliga magiker i Durgas lära i klassisk Sanskrit-litteratur.[2]

Många framstående yoginis och kvinnliga mystiker nämns i Vedaböckerna.
I indisk konst finns många avbildningar av yoginis, bland annat i fyra ”yogini temples”. I "Hirapur yogini temple", avbildas alla yoginis i stående ställning, i "Ranipur-Jharial temple" dansande, i "Bhedaghat temple" sittande i Lalit asana.

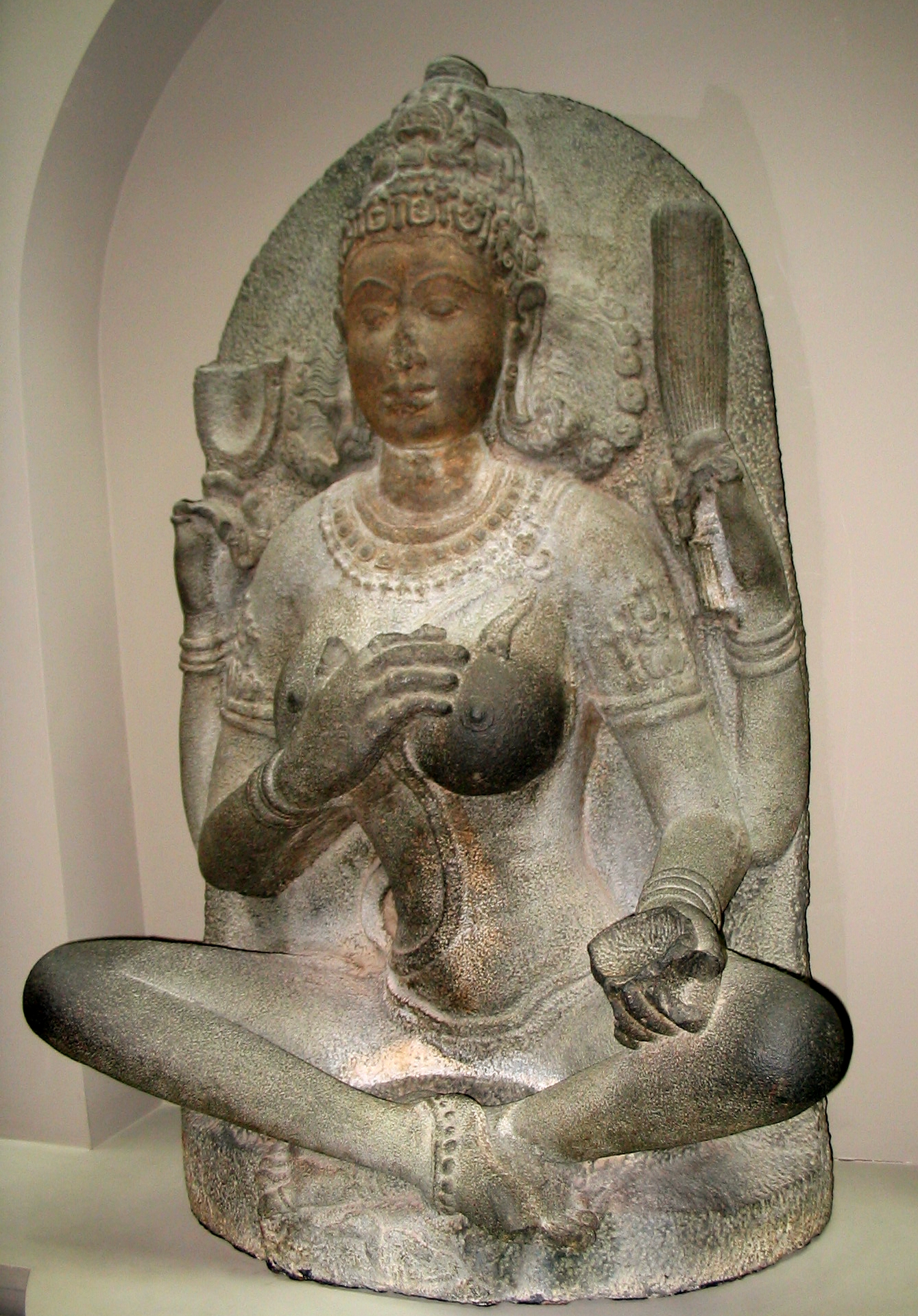
Yogini, niohundratalet, Indien.

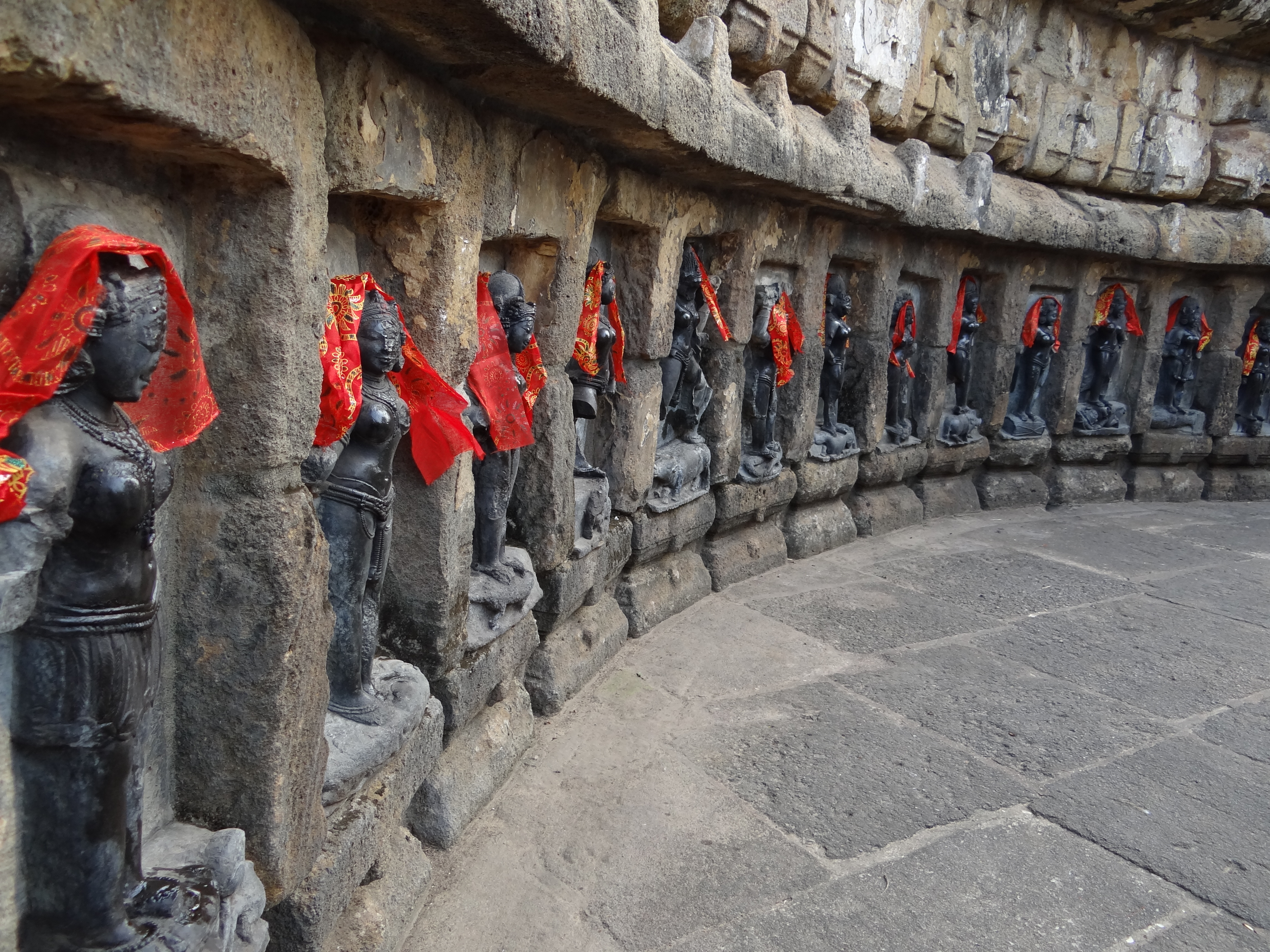
Chausath Yogini Temple i Hirapur, östra Indien, med 56 yoginis, byggdes av drottning Hiradevi av Bramha-dynastin under det nionde årgundradet.

I betydelsen ”yogainstruktör” används ofta ”yogi” som ett könsneutralt ord för både män och kvinnor. Ordet ”yogini” används främst när man vill betona det kvinnliga, i västerländsk tradition ofta i samband med shakti.